# Comunità di accoglienza
La comunità di accoglienza, in Italia, è una struttura destinata all'assistenza e cura di minori fuori famiglia, disabili, anziani, adulti in difficoltà e/o in generale persone con problematiche psicosociali. Sono strutture che garantiscono un'accoglienza di tipo familiare, con caratteristiche diverse a seconda degli utenti ospitati. 
È un servizio residenziale e semiresidenziale, gestito esclusivamente da operatori che turnano 24 ore su 24.  Si differenziano rispetto alla casa-famiglia, in cui sono presenti due figure parentali (materna e paterna) che vivono con i bambini e i ragazzi accolti.

## Disciplina normativa
La legge 8 novembre 2000 n. 328 all'art. 11 stabilisce che:
I requisiti strutturali e organizzativi di tali strutture sono contenuti nel decreto ministeriale del Ministro per la Solidarietà Sociale del 21 maggio 2001 n. 308. Esso all'art. 3 stabilisce che le comunità che accolgono anziani, disabili, minori o adolescenti, adulti in difficoltà per i quali la permanenza nel nucleo familiare sia impossibile o contrastante con il progetto individuale:

## Tipologie

### Comunità di accoglienza per minori
Si occupano dell'accoglienza di minori «per interventi socio-assistenziali ed educativi integrativi o sostitutivi della famiglia». La legge 28 marzo 2001 n. 149 (""Modifiche alla legge 4 maggio 1983, n. 184, recante «Disciplina dell'adozione e dell'affidamento dei minori», nonché al titolo VIII del libro primo del codice civile"") stabilisce infatti che il minore temporaneamente privo di un ambiente familiare idoneo, nonostante gli interventi di sostegno e aiuto, è affidato ad una famiglia. 
La norma predetta stabilisce che:
Vengono, infatti, affidati alle comunità di accoglienza anche i minori che per incuria, maltrattamento, abuso e inadeguatezza dei genitori naturali sono allontanati dalle famiglie d'origine. Accolgono, inoltre, i minorenni autori di reato con progetti in alternativa alla pena detentiva e i bambini, ospitati fino al 31 dicembre 2006, negli orfanotrofi.